# La cistella de pa
La cistella de pa (originalment, The Basket of Bread), altrament coneguda com La panera del pa, és una pintura de l'artista empordanès Salvador Dalí realitzada el 1945. L'obra està exposada al Teatre-Museu Dalí de Figueres, gestionat per la Fundació Gala-Salvador Dalí.
Dalí confessà que va treballar en l'obra durant dos mesos seguits quatres hores cada dia i que va finalitzar l'obra l'1 de setembre de 1945, un dia abans de la fi de la Segona Guerra Mundial.
| «                                                           | Aquí tenim una pintura sobre la qual no hi ha res a dir: l'enigma total! | » |
| — Recent Paintings by Salvador Dalí, 29 de desembre de 1945 |                                                                          |   |

## Descripció
Aquesta obra representa una cistella amb un tros de pa situada sobre una taula de fusta en un fons obscur.

## Anàlisi
El pa és un tema recurrent i fetitxistes en l'obra del pintor. L'obra és una obra típicament realista. Aquesta obra està relacionada amb una altra obra del mateix autor, Panera del pa (1926), sobre el mateix tema; Dalí defensava que si es comparaven les dues obres "es podria estudiar tota la història de la pintura, des de l'encant lineal del primitivisme fins a l'hiperesteticisme estereoscòpic."

## Exposicions
Aquesta obra ha estat exposada en les següents exposicions o mostres temporals:
- 1945: Recent paintings by Salvador Dali al Bignou Gallery, Nova York
- 1947: New Paintings by Salvador Dali al Bignou Gallery, Nova York
- 1951: Dalí al The Lefevre Gallery, Londres
- 1951, 1º Bienal Hispanoamericana de Arte a les Salas de la Sociedad Española de Amigos del Arte, Madrid
- 1952: I Bienal Hispanoamericana de Arte al Museu d'Art Modern, Barcelona
- 1954: Mostra di quadri disegni ed oreficerie di Salvador Dalí al Sale dell'Aurora Pallavicini, Roma
- 1965, Salvador Dalí 1910-1965 a la Gallery of Modern Art, Nova York